# Acidosasa nanunica
Acidosasa nanunica är en gräsart som först beskrevs av Mcclure, och fick sitt nu gällande namn av Chi Son Chao och Guang Yao Yang. Acidosasa nanunica ingår i släktet Acidosasa och familjen gräs. Inga underarter finns listade i Catalogue of Life.